# Municipio de Borås
El municipio de Borås (en sueco: Borås kommun) es un municipio en la provincia de Västra Götaland, al suroeste de Suecia. Su sede se encuentra en la ciudad de Borås. El municipio fue creado en 1974 cuando la ciudad de Borås y el municipio de Brämhult se fusionaron. En 1974 se agregaron Bollebygd, Dalsjöfors, Fristad, Sandhult y Viskafors. En 1995 Bollebygd fue restablecido como municipio.

## Localidades
Hay 18 áreas urbanas (tätort) en el municipio:
| #  | Tätort               | Población |
| -- | -------------------- | --------- |
| 1  | Borås                | 73 782    |
| 2  | Sandared             | 7076      |
| 3  | Fristad              | 5566      |
| 4  | Dalsjöfors           | 3719      |
| 5  | Viskafors            | 3725      |
| 6  | Gånghester y Målsryd | 2539      |
| 7  | Rydboholm            | 991       |
| 8  | Sandhult             | 568       |
| 9  | Dannike              | 453       |
| 10 | Aplared              | 450       |
| 11 | Bosnäs               | 448       |
| 12 | Borgstena            | 428       |
| 13 | Rångedala            | 421       |
| 14 | Kinnarumma           | 356       |
| 15 | Hedared              | 336       |
| 16 | Bredared             | 330       |
| 17 | Äspered              | 302       |

## Ciudades hermanas
Borås está hermanado o tiene tratado de cooperación con:
- Molde, Noruega
- Mikkeli, Finlandia
- Vejle, Dinamarca
- Espelkamp, Alemania
- Yancheng, China[6]